# Russische retriever
De Russische retriever is een uitgestorven hondenras. Het is niet duidelijk wanneer het ras precies is opgehouden met bestaan; de honden bestonden nog tot ergens laat 19de eeuw. De Russische retriever was van Aziatisch-Russische afkomst. Het ras werd honderden jaren gebruikt bij het hoeden van de kudden van de Indo-Arische mensen die leefden in het Kaukasus gebergte.
De Russische retriever was een hond met een schofthoogte van 76 cm en woog ongeveer 45 kg. Ondanks zijn schijnbaar enorme proporties was deze hond snel en behendig genoeg om wolven en andere roofdieren weg te jagen van de kudde schapen die hij bewaakte. Dit ras had een dikke, toffee-kleurige dubbele vacht die het dier niet alleen beschermde tegen de gure weersomstandigheden, maar ook tegen de wilde dieren die hij soms tegenkwam. Afgezien van het feit dat deze berghond een enorme fysieke kracht had, was hij ook uiterst intelligent. Legenden vertellen dat de Russische retriever zodanig wijs en bekwaam was dat hij zichzelf en zijn kudde maandenlang in leven kon houden zonder menselijke hulp.

## Gele Russische retriever
Het ras is tot op een bepaald niveau verwant en/of synoniem aan de Gele Russische retriever. Deze had een schofthoogte van 71 cm en woog ongeveer 91 kg. Dit ras was gekend voor het opsporen van gewonden herten. Er wordt gezegd dat de golden retriever de meest verwante afstammeling is van de Russische retriever. Doch wordt er geloofd, dat ook de Flatcoated retriever en enkele Setters ook afstammelingen zijn van dit ras.